# 김창주 (정치인)
김창주(李震淵, 1922년 6월 19일~2003년 11월 19일)는 조선민주주의인민공화국의 정치인이다. 제5·6·9·10기 최고인민회의 대의원과 내각사무국 국장, 정무원 부총리, 농업위원장, 당 중앙위 위원을 지냈으며, 1969년에 조선·쿠바 단결위원회 대표단장으로 쿠바를 방문했다.